# 1989 en astronautique
Chronologie de l'astronautique
- 1985
- 1986
- 1987
- 1988
- 1989
- 1990
- 1991
- 1992
- 1993

Cette page présente une chronologie des événements qui se sont produits pendant l'année 1989 dans le domaine de l'astronautique.

## Programmes spatiaux nationaux

### Chronologie

#### Janvier
| Date            | Lanceur       | Base de lancement | Type                   | Charge utile                | Notes                           |
| 10 janvier 1989 | Proton-K/DM-2 | Plessetsk         | Orbite moyenne         | GLONASS Ouragan x 2 No. 27L |                                 |
| 10 janvier 1989 | Proton-K/DM-2 | Plessetsk         | Orbite moyenne         | Etalon-1                    | Géodésie                        |
| 12 janvier 1989 | Soyouz-U-PVB  | Baïkonour         | Orbite héliosynchrone  | Resurs-F2 17F42 No. 3       | Observation de la Terre         |
| 18 janvier 1989 | Soyouz-U-PVB  | Plessetsk         | Orbite basse           | Zenit-8 Oblik               | Satellite de reconnaissance     |
| 26 janvier 1989 | Proton-K/DM-2 | Plessetsk         | Orbite géostationnaire | Gorizont No. 29L            | Satellite de télécommunications |
| 26 janvier 1989 | Cosmos-3M     | Baïkonour         | Orbite basse           | Strela-2M                   | Satellite de télécommunications |
| 27 janvier 1989 | Ariane 2      | Kourou            | Orbite géostationnaire | Intelsat 515                | Satellite de télécommunications |
| 28 janvier 1989 | Soyouz-U-PVB  | Plessetsk         | Orbite basse           | Iantar-4K2 Kobalt           | Satellite de reconnaissance     |

#### Février
| Date            | Lanceur      | Base de lancement | Type             | Charge utile            | Notes                             |
| 10 février 1989 | Soyouz-U2    | Plessetsk         | Orbite basse     | Progress 40             | Ravitaillement station spatiale   |
| 10 février 1989 | Tsiklon-3    | Baïkonour         | Orbite basse     | Strela x 5-3            | Satellites de télécommunications  |
| 10 février 1989 | Soyouz-U-PVB | Baïkonour         | Orbite basse     | Zenit-8 Oblik (Priroda) | Satellite de reconnaissance       |
| 14 février 1989 | Molnia M     | Baïkonour         | Orbite de Molnia | Oko                     | Satellite d'alerte précoce        |
| 14 février 1989 | Cosmos-3M    | Baïkonour         | Orbite basse     | Duga-K                  | Calibration radar                 |
| 14 février 1989 | Delta 6925   | Cap Canaveral     | Orbite moyenne   | GPS II-1                | Satellite de navigation           |
| 15 février 1989 | Molnia M     | Plessetsk         | Orbite de Molnia | Molniya-1               | Satellite de télécommunications   |
| 17 février 1989 | Soyouz-U-PVB | Baïkonour         | Orbite basse     | Zenit-8 Oblik           | Satellite de reconnaissance       |
| 21 février 1989 | Mu-3S-II     | Uchinoura         | Orbite moyenne   | Akebono-8 Oblik         | Étude des aurores polaires        |
| 22 février 1989 | Cosmos-3M    | Baïkonour         | Orbite basse     | Parus                   | Satellite de navigation militaire |
| 28 février 1989 | Tsiklon-3    | Baïkonour         | Orbite polaire   | Meteor-2                | Satellite météorologique          |

#### Mars
| Date         | Lanceur                     | Base de lancement      | Type                   | Charge utile               | Notes                                      |
| 2 mars 1989  | Soyouz-U-PVB                | Baïkonour              | Orbite basse           | Iantar-4K2 Kobalt          | Satellite de reconnaissance                |
| 6 mars 1989  | Ariane 4 4LP                | Kourou                 | Orbite géostationnaire | JCSAT-1 (en)               | Satellite de télécommunications            |
| 6 mars 1989  | Ariane 4 4LP                | Kourou                 | Orbite géostationnaire | METEOSAT 4                 | Satellite météorologique militaire         |
| 13 mars 1989 | Navette spatiale américaine | Centre spatial Kennedy | Orbite basse           | Navette Discovery (STS-29) |                                            |
| 13 mars 1989 | Navette spatiale américaine | Centre spatial Kennedy | Orbite géostationnaire | TDRS 4                     | Satellite de télécommunications de la NASA |
| 16 mars 1989 | Soyouz-U-PVB                | Baïkonour              | Orbite basse           | Zenit-8 Oblik              | Satellite de reconnaissance                |
| 16 mars 1989 | Soyouz-U2                   | Plessetsk              | Orbite basse           | Progress 41                | Ravitaillement station spatiale            |
| 23 mars 1989 | Soyouz-U-PVB                | Plessetsk              | Orbite basse           | Iantar-4KS1 Terilen        | Satellite de reconnaissance                |
| 24 mars 1989 | Cosmos-3M                   | Baïkonour              | Orbite basse           | Strela -1M x 8-1M          | Satellites de télécommunications           |
| 24 mars 1989 | Delta 3920-8                | Cap Canaveral          | Orbite basse           | Delta Star                 | Satellite expérimental SDI                 |

#### Avril
| Date          | Lanceur       | Base de lancement | Type                   | Charge utile      | Notes                                             |
| 2 avril 1989  | Ariane 2      | Kourou            | Orbite géostationnaire | Tele-X (en)       | Satellite de télécommunications                   |
| 4 avril 1989  | Cosmos-3M     | Baïkonour         | Orbite basse           | Parus             | Satellite de navigation militaire                 |
| 6 avril 1989  | Soyouz-U-PVB  | Baïkonour         | Orbite basse           | Zenit-8 Oblik     | Satellite de reconnaissance                       |
| 14 avril 1989 | Proton-K/DM-2 | Plessetsk         | Orbite géostationnaire | Raduga Gran       | Satellite de télécommunications militaires        |
| 20 avril 1989 | Soyouz-U-PVB  | Baïkonour         | Orbite basse           | Iantar-4K2 Kobalt | Satellite de reconnaissance                       |
| 26 avril 1989 | Soyouz-U-PVB  | Baïkonour         | Orbite basse           | Foton No. 5L      | Expériences microgravité avec véhicule de rentrée |

#### Mai
| Date        | Lanceur                     | Base de lancement      | Type                  | Charge utile                | Notes                       |
| 4 mai 1989  | Navette spatiale américaine | Centre spatial Kennedy | Orbite basse          | Navette Atlantis (STS-30)   |                             |
| 4 mai 1989  | Navette spatiale américaine | Centre spatial Kennedy | Orbite héliocentrique | Magellan                    | Orbiteur vénusien           |
| 5 mai 1989  | Soyouz-U-PVB                | Baïkonour              | Orbite basse          | Zenit-8 Oblik               | Satellite de reconnaissance |
| 10 mai 1989 | Titan 34D/Transtage         | Cape Canaveral         | Orbite haute          | Vortex 13                   | Écoute électronique         |
| 17 mai 1989 | Soyouz-U-PVB                | Plessetsk              | Orbite basse          | Iantar-4K2 Kobalt           | Satellite de reconnaissance |
| 24 mai 1989 | Soyouz-U-PVB                | Plessetsk              | Orbite basse          | Iantar-1KFT Kometa No. 11   | Satellite de reconnaissance |
| 25 mai 1989 | Soyouz-U-PVB                | Baïkonour              | Orbite héliosynchrone | Resurs-F1 14F43 No. 45      | Observation de la Terre     |
| 31 mai 1989 | Proton-K/DM-2               | Plessetsk              | Orbite moyenne        | GLONASS Ouragan x 2 No. 28L | Satellites de navigation    |
| 31 mai 1989 | Proton-K/DM-2               | Plessetsk              | Orbite moyenne        | Etalon-2                    | Géodésie                    |

#### Juin
| Date          | Lanceur         | Base de lancement | Type                   | Charge utile             | Notes                                                    |
| 1er juin 1989 | Soyouz-U-PVB    | Baïkonour         | Orbite basse           | Zenit-8 Oblik            | Satellite de reconnaissance                              |
| 5 juin 1989   | Ariane 4 4L     | Kourou            | Orbite géostationnaire | Superbird A              | Satellite de télécommunications                          |
| 5 juin 1989   | Ariane 4 4L     | Kourou            | Orbite géostationnaire | Kopernikus               | Satellite de télécommunications                          |
| 7 juin 1989   | Cosmos-3M       | Baïkonour         | Orbite basse           | Parus                    | Satellite de navigation militaire                        |
| 8 juin 1989   | Molnia M        | Baïkonour         | Orbite de Molnia       | Molniya-3                | Satellite de télécommunications                          |
| 9 juin 1989   | Tsiklon-3       | Baïkonour         | Orbite polaire         | Okean-O1 No. 4 (NKhM No. | Satellite d'observation de la Terre ; Échec du lancement |
| 10 juin 1989  | Delta 6925      | Cape Canaveral    | Orbite moyenne         | GPS II-2                 | Satellite de navigation                                  |
| 14 juin 1989  | Cosmos-3M       | Baïkonour         | Orbite basse           | Vektor                   | Calibration radar                                        |
| 14 juin 1989  | Titan 402A/IUS  | Cape Canaveral    | Orbite géostationnaire | DSP 14                   | Satellite d'alerte avancée                               |
| 16 juin 1989  | Soyouz-U-PVB    | Plessetsk         | Orbite basse           | Zenit-8 Oblik            | Satellite de reconnaissance                              |
| 21 juin 1989  | Proton-K / DM-2 | Plessetsk         | Orbite géostationnaire | Raduga Globus-1          | Satellite de télécommunications militaires               |
| 27 juin 1989  | Soyouz-U-PVB    | Baïkonour         | Orbite héliosynchrone  | Resurs-F1 14F43 No. 46   | Observation de la Terre                                  |

#### Juillet
| Date            | Lanceur       | Base de lancement | Type                   | Charge utile           | Notes                                        |
| 4 juillet 1989  | Cosmos-3M     | Baïkonour         | Orbite basse           | Nadezhda               | Satellite de navigation                      |
| 5 juillet 1989  | Soyouz-U-PVB  | Baïkonour         | Orbite basse           | Zenit-8 Oblik          | Satellite de reconnaissance                  |
| 5 juillet 1989  | Proton-K/DM-2 | Plessetsk         | Orbite géostationnaire | Gorizont No. 27L       | Satellite de télécommunications              |
| 12 juillet 1989 | Ariane 3      | Kourou            | Orbite géostationnaire | Olympus                | Satellite de télécommunications expérimental |
| 12 juillet 1989 | Soyouz-U-PVB  | Baïkonour         | Orbite basse           | Iantar-4K2 Kobalt      | Satellite de reconnaissance                  |
| 18 juillet 1989 | Soyouz-U-PVB  | Baïkonour         | Orbite héliosynchrone  | Resurs-F1 14F43 No. 47 | Observation de la Terre                      |
| 18 juillet 1989 | Soyouz-U-PVB  | Plessetsk         | Orbite basse           | Orlets-1 Don           | Satellite de reconnaissance optique          |
| 20 juillet 1989 | Soyouz-U-PVB  | Baïkonour         | Orbite basse           | Zenit-8 Oblik          | Satellite de reconnaissance                  |
| 24 juillet 1989 | Tsiklon-2     | Plessetsk         | Orbite basse           | US-P-M                 | Satellite de reconnaissance océanique        |
| 25 juillet 1989 | Cosmos-3M     | Baïkonour         | Orbite basse           | Parus                  | Satellite de navigation militaire            |

#### Août
| Date         | Lanceur                     | Base de lancement      | Type                   | Charge utile              | Notes                                      |
| 2 août 1989  | Soyouz-U-PVB                | Baïkonour              | Orbite basse           | Zenit-8 Oblik             | Satellite de reconnaissance                |
| 8 août 1989  | Navette spatiale américaine | Centre spatial Kennedy | Orbite basse           | Navette Columbia (STS-28) |                                            |
| 8 août 1989  | Navette spatiale américaine | Centre spatial Kennedy | Orbite de Molnia       | QUASAR 8                  | Satellite de télécommunications militaires |
| 8 août 1989  | Navette spatiale américaine | Centre spatial Kennedy | Orbite basse           | USA 41                    | Satellite d'écoute électronique            |
| 8 août 1989  | Ariane 4 4LP                | Kourou                 | Orbite géostationnaire | TV-SAT 2                  | Satellite de télécommunications            |
| 8 août 1989  | Ariane 4 4LP                | Kourou                 | Orbite haute           | Hipparcos                 | Astométrie                                 |
| 15 août 1989 | Soyouz-U-PVB                | Baïkonour              | Orbite héliosynchrone  | Resurs-F2 17F42 No. 4     | Observation de la Terre                    |
| 18 août 1989 | Delta 6925                  | Cape Canaveral         | Orbite moyenne         | GPS II-3                  | Satellite de navigation                    |
| 22 août 1989 | Soyouz-U-PVB                | Baïkonour              | Orbite basse           | Zenit-8 Oblik             | Satellite de reconnaissance                |
| 23 août 1989 | Soyouz-U2                   | Plessetsk              | Orbite basse           | Progress M                | Ravitaillement station spatiale            |
| 27 août 1989 | Delta 4925-8                | Cape Canaveral         | Orbite géostationnaire | Marcopolo 1               | Satellite de télécommunications            |
| 28 août 1989 | Tsiklon-3                   | Baïkonour              | Orbite basse           | Geo-IK Musson No. 20      | Géodésie                                   |

#### Septembre
| Date              | Lanceur             | Base de lancement | Type                   | Charge utile           | Notes                                       |
| 4 septembre 1989  | Titan 34D/Transtage | Cape Canaveral    | Orbite géostationnaire | DSCS x 2 II F-15       | Satellites de télécommunications militaires |
| 5 septembre 1989  | H-1                 | Tanegashima       | Orbite géostationnaire | GMS-4                  | Satellite météorologique                    |
| 5 septembre 1989  | Soyouz-U2           | Plessetsk         | Orbite basse           | Soyouz TM-8            | Relève équipage station spatiale            |
| 6 septembre 1989  | Titan II SLV        | Vandenberg        | Orbite basse           | P-11 51xx              | Satellite d'écoute électronique             |
| 6 septembre 1989  | Soyouz-U-PVB        | Baïkonour         | Orbite héliosynchrone  | Resurs-F1 14F43 No. 48 | Observation de la Terre                     |
| 14 septembre 1989 | Tsiklon-3           | Baïkonour         | Orbite basse           | Strela x 6-3           | Satellites de télécommunications            |
| 15 septembre 1989 | Soyouz-U-PVB        | Baïkonour         | Orbite basse           | Bion No. 9             | Expérience de microgravité                  |
| 22 septembre 1989 | Soyouz-U-PVB        | Plessetsk         | Orbite basse           | Zenit-8 Oblik          | Satellite de reconnaissance                 |
| 25 septembre 1989 | Atlas G Centaur     | Cape Canaveral    | Orbite géostationnaire | FLTSATCOM F8           |                                             |
| 27 septembre 1989 | Molnia M            | Baïkonour         | Orbite de Molnia       | Molniya-1              | Satellite de télécommunications             |
| 27 septembre 1989 | Tsiklon-2           | Plessetsk         | Orbite basse           | US-P-U                 | Satellite de reconnaissance océanique       |
| 28 septembre 1989 | Tsiklon-3           | Baïkonour         | Orbite basse           | Interkosmos-24         | Satellite scientifique                      |
| 28 septembre 1989 | Proton-K/DM-2       | Plessetsk         | Orbite géostationnaire | Gorizont No. 31L       | Satellite de télécommunications             |

#### Octobre
| Date            | Lanceur                     | Base de lancement      | Type                   | Charge utile              | Notes                           |
| 3 octobre 1989  | Soyouz-U-PVB                | Baïkonour              | Orbite basse           | Iantar-4K2 Kobalt         | Satellite de reconnaissance     |
| 17 octobre 1989 | Soyouz-U-PVB                | Baïkonour              | Orbite basse           | Zenit-8 Oblik             | Satellite de reconnaissance     |
| 18 octobre 1989 | Navette spatiale américaine | Centre spatial Kennedy | Orbite basse           | Navette Atlantis (STS-34) |                                 |
| 18 octobre 1989 | Navette spatiale américaine | Centre spatial Kennedy | Orbite héliocentrique  | Galileo                   | Étude in situ du système jovien |
| 21 octobre 1989 | Delta 6925                  | Cape Canaveral         | Orbite moyenne         | GPS II-4                  | Satellite de navigation         |
| 24 octobre 1989 | Tsiklon-3                   | Baïkonour              | Orbite polaire         | Meteor-3                  | Satellite météorologique        |
| 27 octobre 1989 | Ariane 4 4L                 | Kourou                 | Orbite géostationnaire | Intelsat 602              | Satellite de télécommunications |

#### Novembre
| Date             | Lanceur                     | Base de lancement      | Type                   | Charge utile               | Notes                                                      |
| 17 novembre 1989 | Soyouz-U-PVB                | Plessetsk              | Orbite basse           | Iantar-4KS1 Terilen        | Satellite de reconnaissance                                |
| 18 novembre 1989 | Delta 5920-8                | Vandenberg             | Orbite polaire         | COBE                       | Étude du fond diffus cosmologique                          |
| 23 novembre 1989 | Navette spatiale américaine | Centre spatial Kennedy | Orbite basse           | Navette Discovery (STS-33) |                                                            |
| 23 novembre 1989 | Navette spatiale américaine | Centre spatial Kennedy | Orbite géostationnaire | Magnum 2                   | Satellite de reconnaissance électronique                   |
| 23 novembre 1989 | Molnia M                    | Baïkonour              | Orbite de Molnia       | Oko                        | Satellite d'alerte précoce                                 |
| 24 novembre 1989 | Tsiklon-2                   | Plessetsk              | Orbite basse           | US-P-M                     | Satellite de reconnaissance océanique ; Échec du lancement |
| 26 novembre 1989 | Proton-K                    | Plessetsk              | Orbite basse           | Kvant-2                    | Module de la station spatiale MIR                          |
| 28 novembre 1989 | Molnia M                    | Baïkonour              | Orbite de Molnia       | Molniya-3                  | Satellite de télécommunications                            |
| 30 novembre 1989 | Soyouz-U-PVB                | Baïkonour              | Orbite basse           | Iantar-4K2 Kobalt          | Satellite de reconnaissance                                |

#### Décembre
| Date              | Lanceur       | Base de lancement | Type                   | Charge utile  | Notes                                      |
| 1er décembre 1989 | Proton-K/D-1  | Plessetsk         | Orbite haute           | Granat        | Télescope rayons X et gamma                |
| 11 décembre 1989  | Delta 6925    | Cape Canaveral    | Orbite moyenne         | GPS II-5      | Satellite de navigation                    |
| 15 décembre 1989  | Proton-K/DM-2 | Plessetsk         | Orbite géostationnaire | Raduga Gran   | Satellite de télécommunications militaires |
| 20 décembre 1989  | Soyouz-U2     | Plessetsk         | Orbite basse           | Progress M-2  | Ravitaillement station spatiale            |
| 27 décembre 1989  | Tsiklon-3     | Baïkonour         | Orbite basse           | Kol'tso       | Calibration radar                          |
| 27 décembre 1989  | Proton-K/DM-2 | Plessetsk         | Orbite géostationnaire | Loutch Altair | Satellite de télécommunications            |

### Vol orbitaux

#### Par pays
| Pays             | Lancements | Succès | Échecs | Échecs partiels | Remarques |
| ---------------- | ---------- | ------ | ------ | --------------- | --------- |
| États-Unis       | 18         | 18     |        |                 |           |
| Europe           | 6          | 6      |        |                 |           |
| Japon            | 2          | 2      |        |                 |           |
| Union soviétique | 75         | 73     | 2      |                 |           |

#### Par lanceur
| Lanceur          | Pays             | Lancements | Succès | Échecs | Échecs partiels | Remarques |
| ---------------- | ---------------- | ---------- | ------ | ------ | --------------- | --------- |
| Ariane 2         | Europe           | 2          | 2      |        |                 |           |
| Ariane 3         | Europe           | 1          | 1      |        |                 |           |
| Ariane 4         | Europe           | 3          | 3      |        |                 |           |
| Atlas            | États-Unis       | 1          | 1      |        |                 |           |
| Cosmos-3M        | Union soviétique | 9          | 9      |        |                 |           |
| Delta            | États-Unis       | 8          | 8      |        |                 |           |
| H-I              | Japon            | 1          | 1      |        |                 |           |
| Molnia           | Union soviétique | 6          | 6      |        |                 |           |
| Mu-3SII          | Japon            | 1          | 1      |        |                 |           |
| Navette spatiale | États-Unis       | 5          | 5      |        |                 |           |
| Proton-K         | Union soviétique | 11         | 11     |        |                 |           |
| Soyouz-U         | Union soviétique | 38         | 38     |        |                 |           |
| Titan            | États-Unis       | 4          | 4      |        |                 |           |
| Tsiklon-2        | Union soviétique | 3          | 2      | 1      |                 |           |
| Tsiklon-3        | Union soviétique | 8          | 7      | 1      |                 |           |

#### Par type d'orbite
| Orbite                 | Lancements | Succès | Échecs | Orbite atteinte involontairement | Remarques                                                                             |
| ---------------------- | ---------- | ------ | ------ | -------------------------------- | ------------------------------------------------------------------------------------- |
| Basse                  |            |        |        |                                  |                                                                                       |
| Moyenne                |            |        |        |                                  |                                                                                       |
| Haute                  |            |        |        |                                  | dont Molnia, orbite de transfert vers la Lune, orbite elliptique à forte excentricité |
| Géosynchrone/transfert |            |        |        |                                  |                                                                                       |
| Héliocentrique         |            |        |        |                                  | dont orbite de transfert interplanétaire                                              |

#### Par site de lancement
| Site           | Pays             | Lancements | Succès | Echecs | Echecs partiels | Remarques |
| -------------- | ---------------- | ---------- | ------ | ------ | --------------- | --------- |
| Baïkonour      | Union soviétique | 46         | 45     | 1      |                 |           |
| Cape Canaveral | États-Unis       | 11         | 11     |        |                 |           |
| Kennedy        | États-Unis       | 5          | 5      |        |                 |           |
| Kourou         | France           | 6          | 6      |        |                 |           |
| Plessetsk      | Union soviétique | 29         | 28     | 1      |                 |           |
| Tanegashima    | Japon            | 1          | 1      |        |                 |           |
| Uchinoura      | Japon            | 1          | 1      |        |                 |           |
| Vandenberg     | États-Unis       | 2          | 2      |        |                 |           |

## Survols et contacts planétaires
| Date | Sonde spatiale | Événement | Remarque |
| ---- | -------------- | --------- | -------- |
|      |                |           |          |

### Sources
- (en) Jonathan McDowell, « Jonathan's Space Report », Jonathan's Space Page
- (en) Gunter Krebs, « Chronology of Space Launches », Gunter's Space Page